# Air Niugini
Air Niugini (code AITA : PX ; code OACI : ANG) est la compagnie aérienne nationale de la Papouasie-Nouvelle-Guinée.
Son nom signifie Nouvelle-Guinée en tok pisin. Elle possède une flotte de 19 avions.
Elle a commencé son activité le 1er novembre 1973 avec un petit Fokker Friendship PX 100 qui a quitté l'aéroport Jackson à destination de Rabaul. Son hub principal est le Jacksons International Airport.

## Destinations

### Partage de codes
Air Niugini partage ses codes avec Qantas et Solomon Airlines.

### Réseau

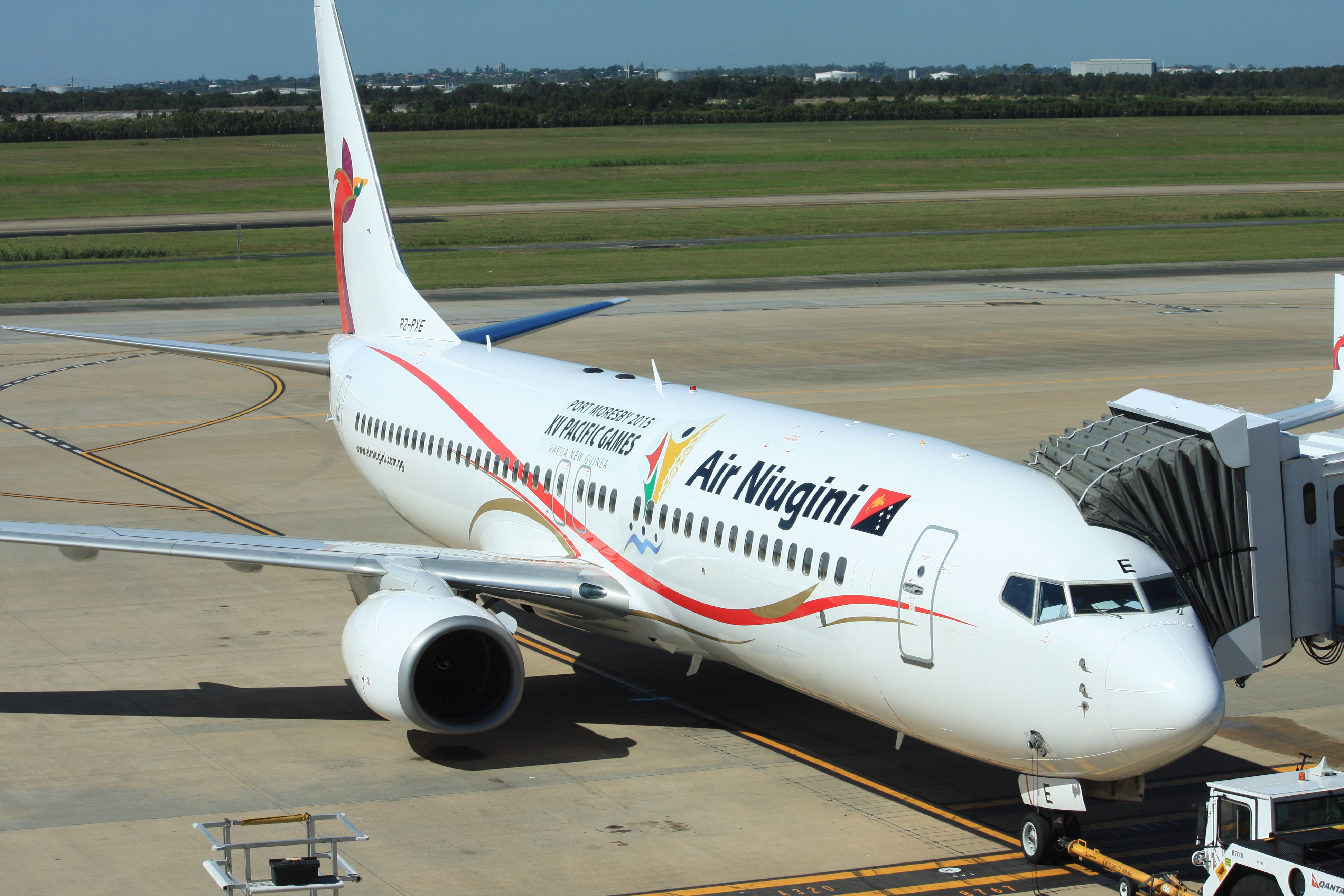
Boeing 737-800 d'Air Niguini à portant la livrée spéciale des XVe Jeux du Pacifique

Elle dessert vingt-cinq destinations intérieures et les destinations internationales suivantes :

### Asie
- Hong Kong
- Tokyo (Narita)
- Manille
- Singapour

### Océanie
- Brisbane; Cairns; Sydney
- Nandi
- Chuuk; Pohnpei
- Honiara
- Port Vila

## Flotte

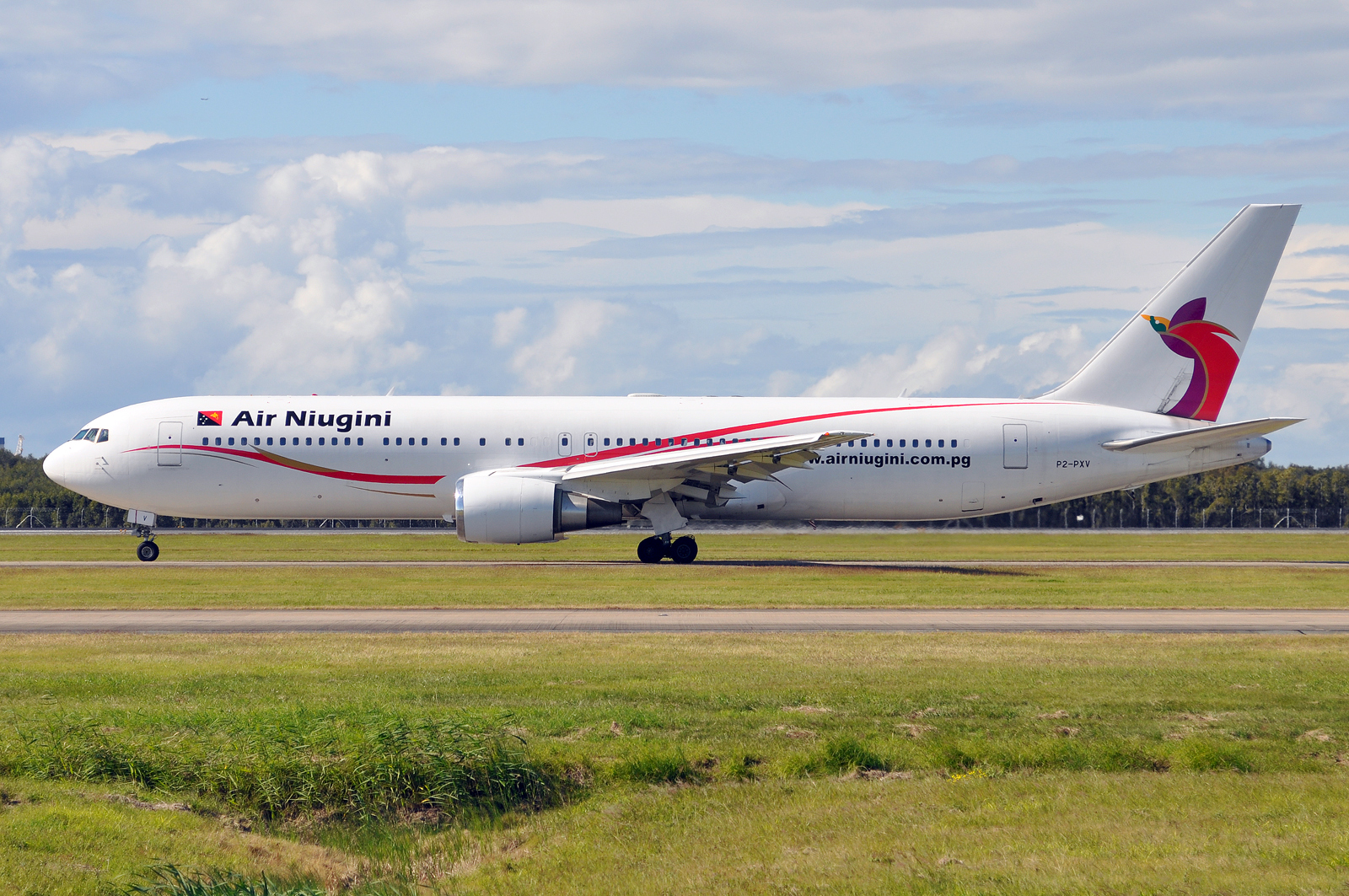
Boeing 767-300ER d'Air Niugini

Sa flotte actuelle comprend :
| Avion            | En service | Commandes | Passagers | Passagers | Passagers | Notes                                                    |
| Avion            | En service | Commandes | J         | Y         | Total     | Notes                                                    |
| ---------------- | ---------- | --------- | --------- | --------- | --------- | -------------------------------------------------------- |
| Airbus A220      | —          | 11        | Inconnu   | Inconnu   | Inconnu   | 6 commandés auprès d'Airbus, 5 auprès de bailleurs tiers |
| Boeing 737-800   | 1          | —         | 20        | 138       | 158       |                                                          |
| Boeing 737 MAX 8 | —          | 4         | N/A       | N/A       | 192       | Livraison en 2024                                        |
| Boeing 767-300ER | 2          | —         | 28        | 160       | 188       |                                                          |
| Boeing 787-8     | —          | 2         | N/A       | N/A       | N/A       | Pour remplacer les Boeing 767. Livraison en 2026.        |
| Fokker 70        | 6          |           | —         | 80        | 80        | Seront remplacés par les Airbus A220                     |
| Fokker 100       | 7          | —         | 8         | 93        | 101       | Seront remplacés par les Airbus A220                     |
| Bombardier Q400  | 3          | 6         |           |           |           |                                                          |
| Total            | 19         | 23        |           |           |           |                                                          |

## Incidents et accidents
- Le 28 septembre 2018, l'un des Boeing 737-800 de la compagnie en provenance de Pohnpei et qui devait continuer sa route vers Port Moresby rate son atterrissage sous la pluie et amerrit[5] dans un lagon de Micronésie à environ 150 mètres du bout de la piste. L'accident fait une victime sur les 47 personnes à bord.